# St. Peter und Paul (Heiningen)

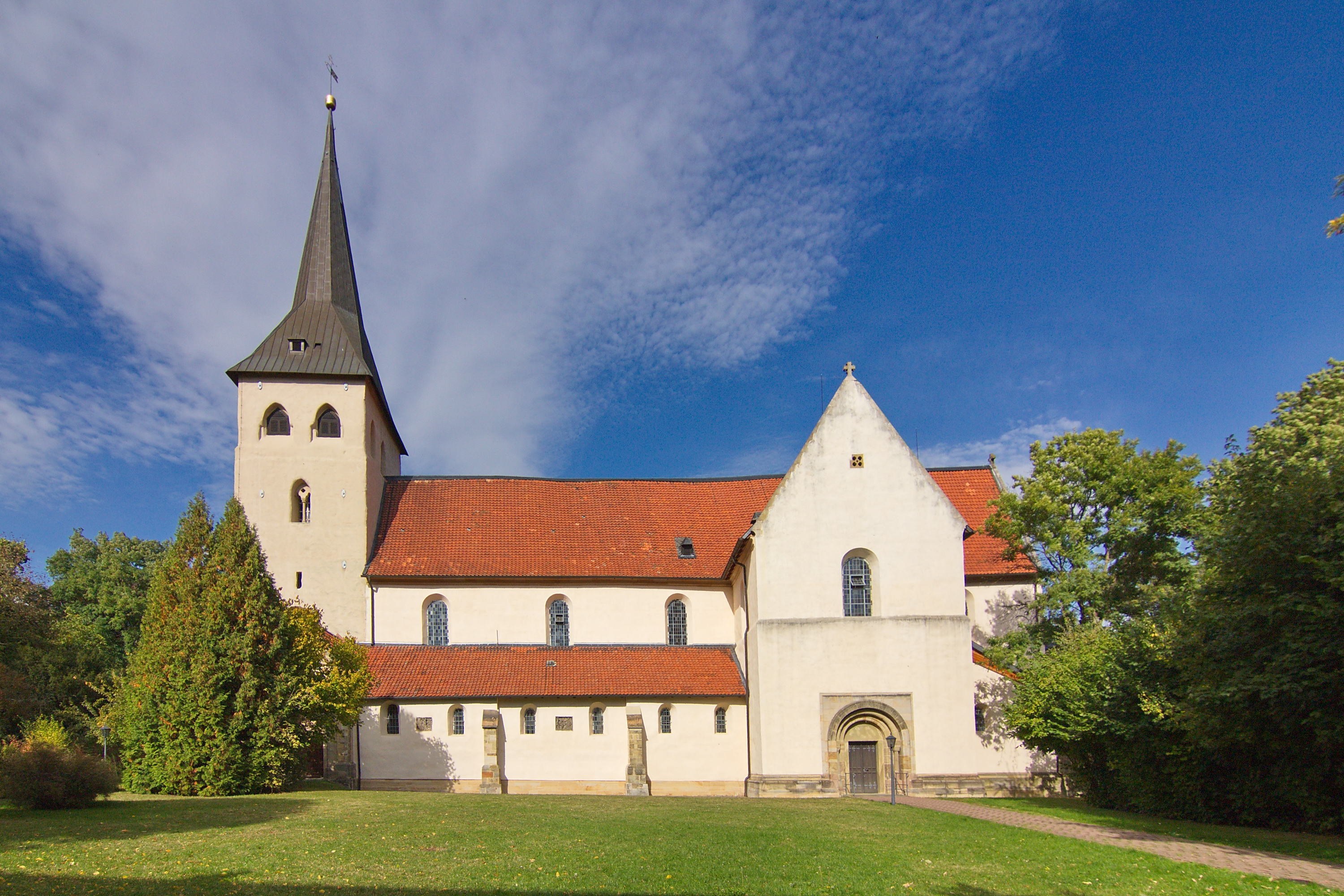
St. Peter und Paul von Süden

St. Peter und Paul ist eine ehemalige Klosterkirche und katholische Pfarrkirche in Heiningen (Dorfstraße 1) im Landkreis Wolfenbüttel. Seit dem 1. November 2006 ist sie Filialkirche von St. Petrus in Wolfenbüttel.

## Bau

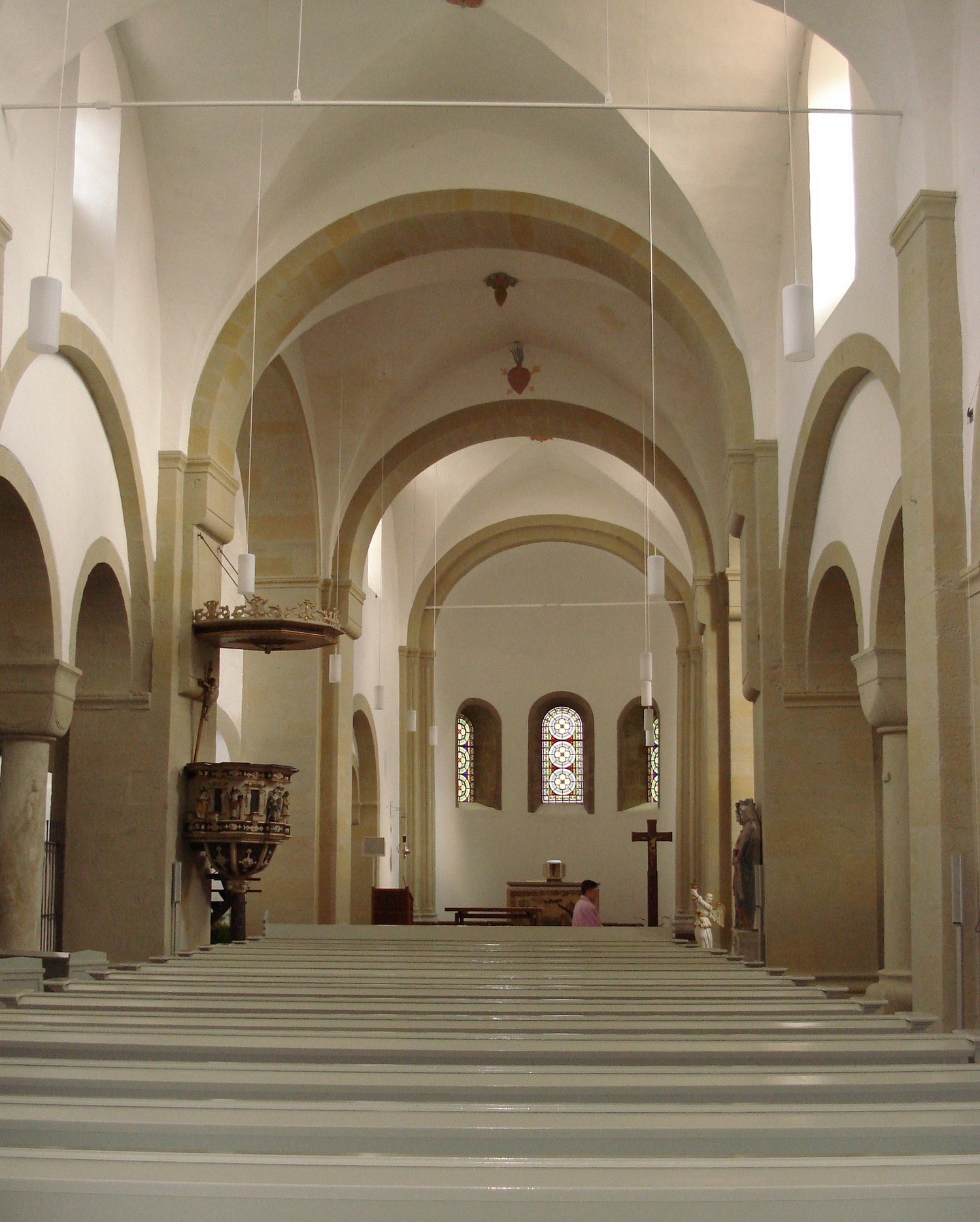
Innenraum

St. Peter und Paul ist eine stilreine romanische Basilika auf kreuzförmigem Grundriss mit querrechteckigem Turm als Westabschluss. Das dreijochige Langhaus besteht aus Mittelschiff und zwei halbhohen Seitenschiffen. An das Querhaus schließt sich im Osten ein quadratischer Chor mit niedrigerer halbrunder Apsis an. Deren Blendarkaden und Lisenen sind neben dem Stufenportal im Südquerhaus mit eingestellten Gewändesäulen der einzige äußere Bauschmuck. Der Chor wird von zwei Kapellen in Verlängerung der Seitenschiffe flankiert. Vierung und Chor setzen das Langhaus nicht geradlinig fort, sondern biegen nach Süden ab. Diese bei mittelalterlichen Kirchen nicht seltene Erscheinung wird oft als Abbild der Neigung des Hauptes Christi am Kreuz gedeutet.
Auch das Innere zeigt stilistische Geschlossenheit und reiche Gliederung. An den Wänden der Langhausjoche spannen sich unter den Obergadenfenstern weite Blendbögen von Pfeiler zu Pfeiler. Darunter ist die eigentliche Öffnung zu den Seitenschiffen durch Mittelsäulen mit Würfelkapitellen in zwei schmalere Bögen geteilt, sodass sich ein reizvoller Stützenwechsel ergibt. Nur eines der Kapitelle (im Westen der Südarkade) trägt üppigen Blattschmuck und figürliche Darstellungen (Gesichter beziehungsweise Masken). Es wird ins frühe 13. Jahrhundert datiert. In der Hauptapsis und im südlichen Nebenchor befinden sich Wandmalereien, vermutlich ebenfalls aus dem frühen 13. Jahrhundert. Die dargestellten Heiligen sind jedoch nicht zu identifizieren. 
Zur mittelalterlichen Ausstattung gehören 1,70 Meter hohe, bemalte Figuren der Stifterinnen Hildeswid und Alburg (Ende 13. Jahrhundert) auf einem Sockel des 18. Jahrhunderts mit der Inschrift:
HILDESWID ET ALBURGIS / SAXONIE DUCISSAE / ALTFRIDI E STIRPE GERMANORUM REGIS ITALIE / OTTONE III IMPERANTE IN PRAELIO CONTRA SARACENOS CAESI / UXOR ISTA / HAEC FILIA / PARTHENONIS CANONICARUM REGULARIUM IN HEINIGEN / ANNO MXII FUNDAT[RICES] / QUARUM STATUAE SEPULCHRAL(ES) (REPARA)TAE / ANNO MDCCL(XVI)
„Hildeswid und Alburgis, Herzoginnen von Sachsen, jene die Gattin Altfrids, des Königs von Italien aus deutschem Stamm, der zur Regierungszeit Ottos III. im Kampf gegen die Sarazenen fiel, diese die Tochter, Gründerinnen des Regularkanonikerinnenstiftes in Heiningen im Jahr 1012, deren Grabfiguren restauriert wurden im Jahr 1766“.
Die Inschrift nimmt Bezug auf die Gründungslegende des Stifts Heiningen, die im 14. oder 15. Jahrhundert niedergeschrieben wurde. Der darin erwähnte Alfridus rex Germanorum, der wegen Naturkatastrophen aus Italien floh, in Sachsen die Herzogstochter Hildeswid heiratete, von Otto III. mit hohen Würden bekleidet wurde und bei einem Kreuzzug fiel, worauf seine Witwe Heiningen stiftete, ist historisch nicht verifizierbar.
Die heute vergleichsweise karge Ausstattung und der weiße Innenanstrich, der Stützen und Bögen ausspart, unterstreichen die Proportionen des Raums.

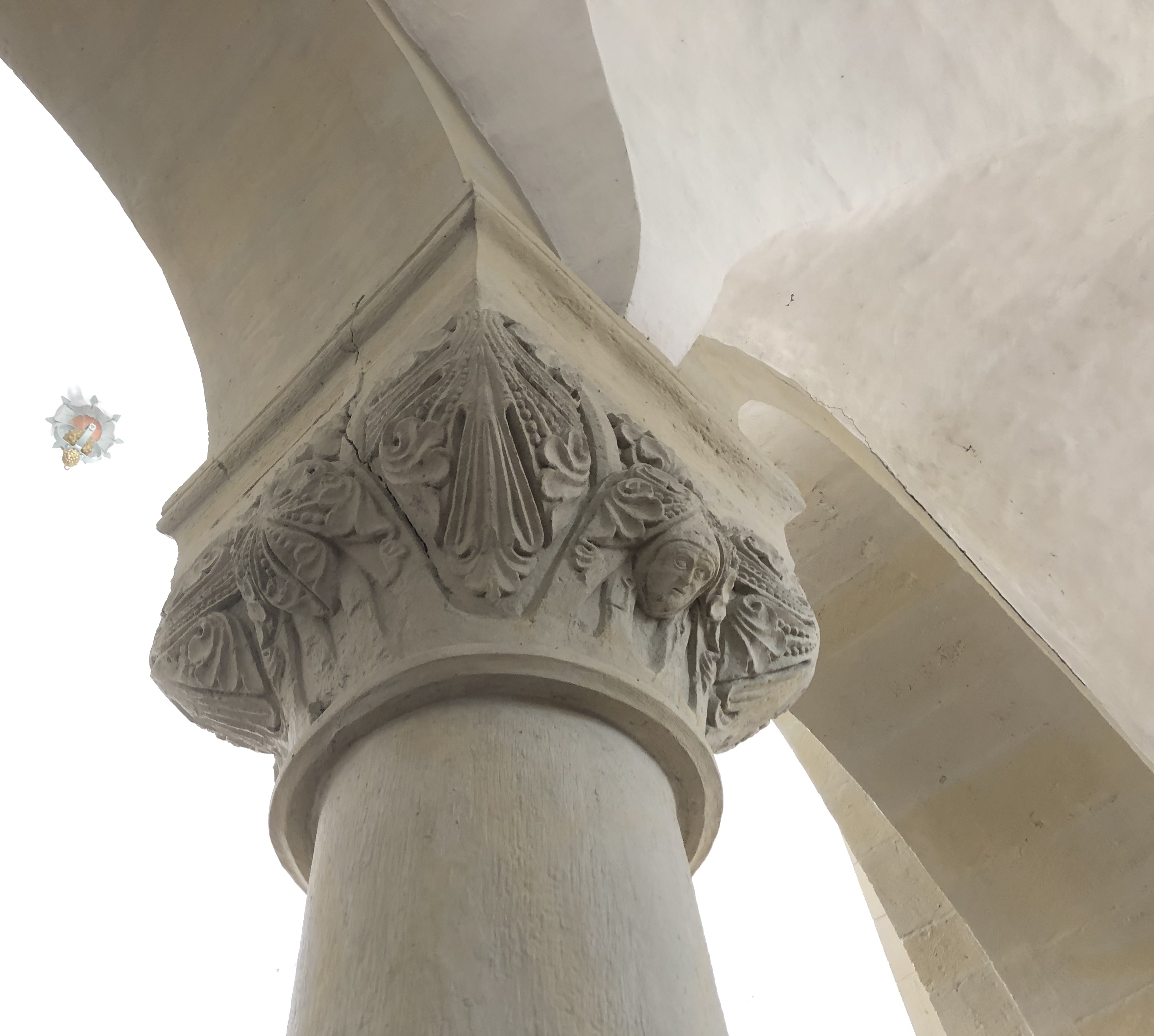
Kapitell

## Geschichte

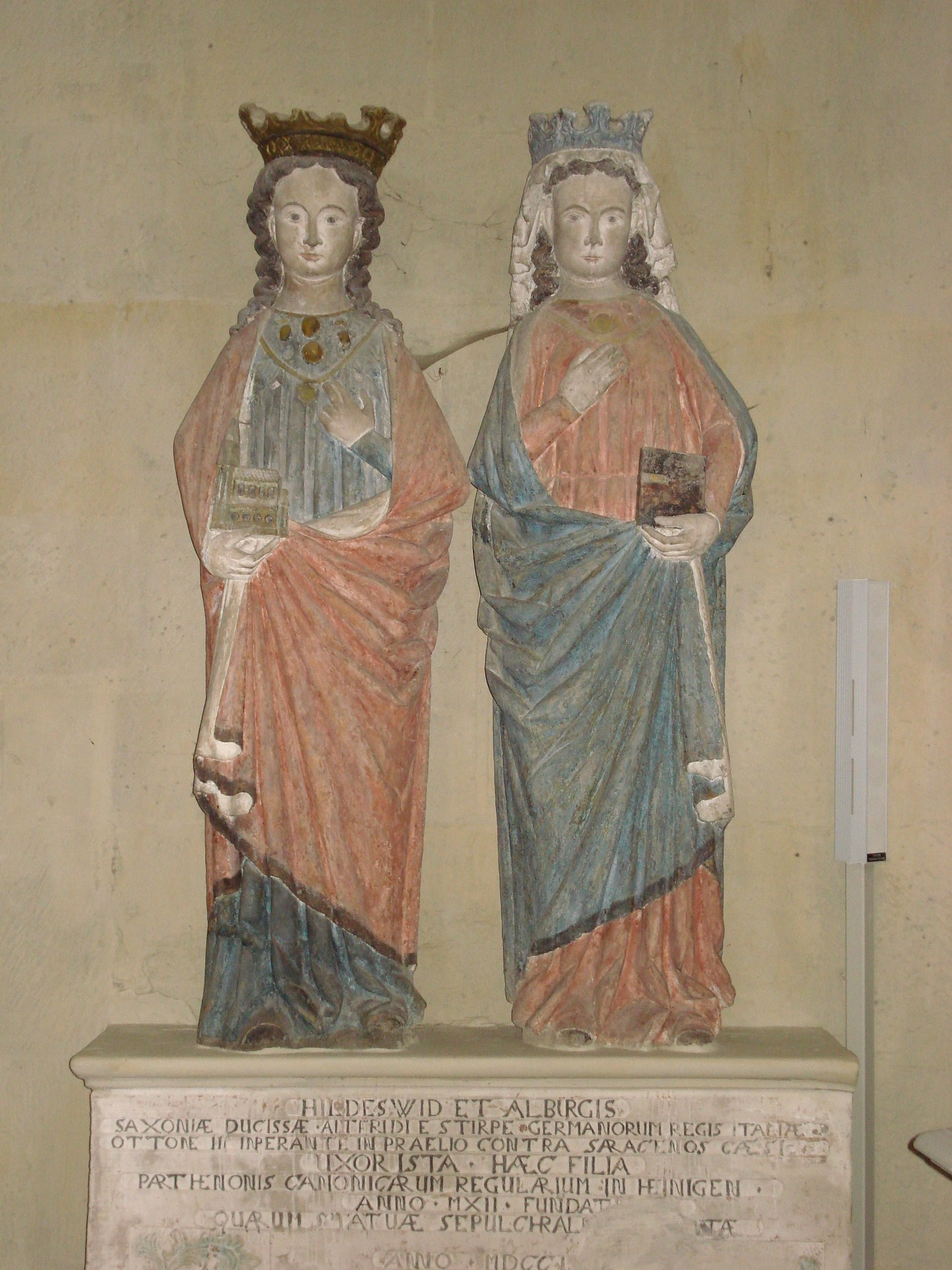
Skulpturen der Stifterinnen Hildeswid und Alburgis im Kircheninneren

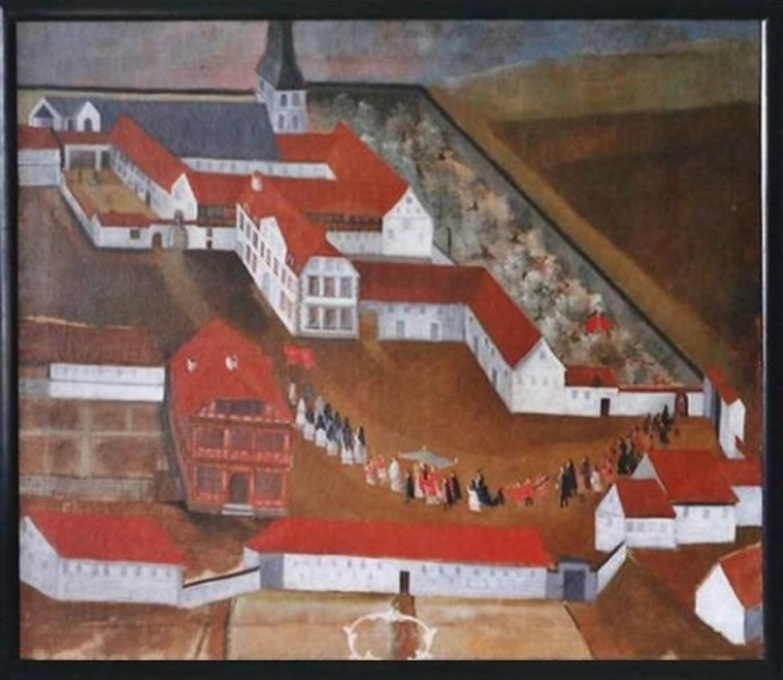
Kloster Heiningen im 18. Jahrhundert

Das Kloster Heiningen wurde um 1000 von Hildeswid und Alburgis aus der sächsischen Adelsfamilie der Billunger gestiftet und mit umfangreichem Grundbesitz ausgestattet. Bischof Bernward von Hildesheim (993–1022), ebenfalls Billunger, erwirkte bei Kaiser Otto III. die Immunität des Kanonissenstiftes.
Kloster und Kirche wurden unter den Schutz der Gottesmutter und des Apostels Petrus gestellt. 
1126 kam es zu einer ersten Klosterreform mit Einführung der Augustinerregel. Jetzt wurde der Apostel Paulus Mitpatron. Um dieselbe Zeit dürfte der Bau der heutigen Klosterkirche begonnen worden sein, die zugleich der seit 1140 selbstständigen Pfarrei Heiningen als Pfarrkirche sowie ab 1174 als Archidiakonatskirche diente.
Nach einer Zeit des geistlichen und wirtschaftlichen Niedergangs wurde das Kloster im 15. Jahrhundert erneut reformiert und der Windesheimer Kongregation angeschlossen. Es kam zu einer neuen Blüte mit bis zu 100 Konventualinnen.
Als Folge der Hildesheimer Stiftsfehde war Heiningen während der Reformationszeit in braunschweigischem Besitz. Das Kloster wurde 1569 in ein lutherisches Damenstift umgewandelt. Nach der Restitution des Großen Stifts 1643 und der Überwindung der schlimmsten Folgen des Dreißigjährigen Kriegs kamen wieder katholische Ordensfrauen und ein katholischer Pfarrgeistlicher nach Heiningen. 1658 wurde die Kirche neu geweiht, ab 1661 entstanden neue Klostergebäude. Die Bevölkerung blieb jedoch mehrheitlich evangelisch, und der Pfarrsprengel umfasste seitdem das gesamte Umland.
Im Zuge der Säkularisation wurde das Kloster Heiningen 1810 aufgehoben und das zugehörige Land in Privathand verkauft. Die Klosterkirche wurde Staatseigentum. Sie wird von der Klosterkammer Hannover unterhalten und dem katholischen Gottesdienst zur Verfügung gestellt.
Von 1937 bis 1943 war Joseph Müller Pfarrer an St. Peter und Paul. Er wurde 1944 vom Volksgerichtshof zum Tode verurteilt.

## Orgel
Seit dem 17. Jahrhundert verfügte die Heininger Kirche über eine Barockorgel (Andreas Schweimb, Einbeck). Diese wurde 1887 von Heinrich Vieth, Celle, entsprechend dem romantischen Klangideal umgebaut und erweitert. Mit ihren 28 Registern auf zwei Manualen und Pedal wird sie zu den bedeutenden Orgeln der Region gerechnet. In den Jahren 2007/2008 wurde sie aus Mitteln der Klosterkammer grundüberholt (Firma Klais) und am 8. August 2010 in Anwesenheit von Sigrid Maier-Knapp-Herbst durch Bischof Norbert Trelle gesegnet.

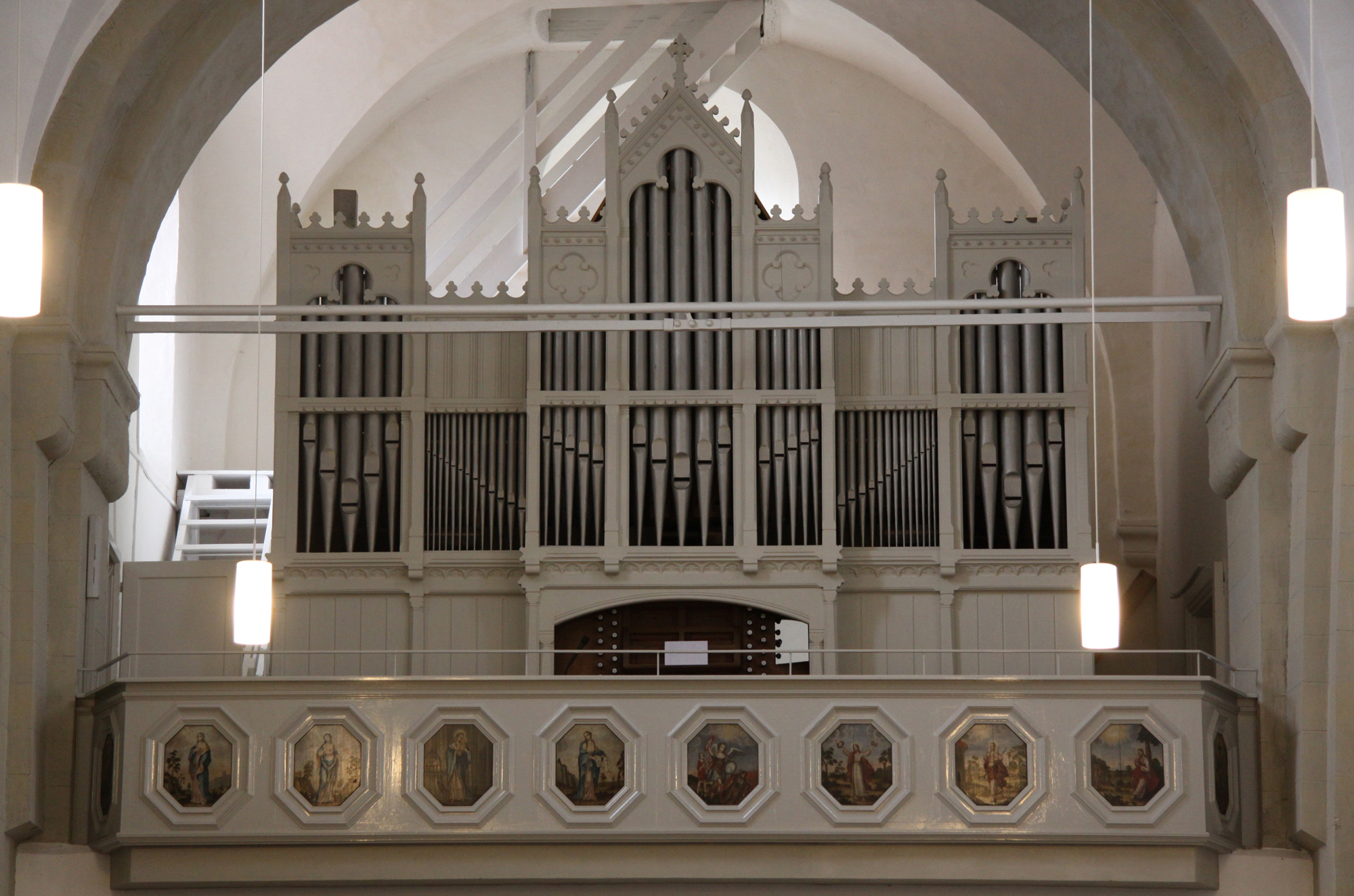
Orgelprospekt

| I Hauptwerk C–f3 |                  |        |
| 1.               | Bordun           | 16′    |
| 2.               | Principal        | 8′     |
| 3.               | Viola di Gamba   | 8′     |
| 4.               | Rohrfloet        | 8′     |
| 5.               | Quinte           | 5 1⁄3′ |
| 6.               | Octave           | 4′     |
| 7.               | Gemshorn         | 4′     |
| 8.               | Quinte           | 2 ⁄3′  |
| 9.               | Octave           | 2′     |
| 10.              | Mixtur III-IV    | 2′     |
| 11.              | Trompete (ab c0) | 16′    |
| 12.              | Trompete         | 8′     |

| II Hinterwerk C–f3 |                  |       |
| 13.                | Gedackt          | 16′   |
| 14.                | Geigenprincipal  | 8′    |
| 15.                | Salicional       | 8′    |
| 16.                | Flauto traverso  | 8′    |
| 17.                | Lieblich Gedeckt | 8′    |
| 18.                | Octave           | 4′    |
| 19.                | Rohrflöte        | 4′    |
| 20.                | Quinte           | 2 ⁄3′ |
| 21.                | Octave           | 2′    |

| Pedal C–d1 |               |         |
| 22.        | Principalbass | 16′     |
| 23.        | Subbass       | 16′     |
| 24.        | Quinte        | 10 2⁄3′ |
| 25.        | Principalbass | 8′      |
| 26.        | Violoncello   | 8′      |
| 27.        | Bordun        | 8′      |
| 28.        | Octave        | 4′      |
| 29.        | Posaune       | 16′     |
| 30.        | Trompete      | 8′      |

- Koppeln: II/I, I/P, II/P.